# Liste der Landschaftsschutzgebiete im Regionalverband Saarbrücken
Die Liste der Landschaftsschutzgebiete im Regionalverband Saarbrücken enthält die Landschaftsschutzgebiete des Regionalverbandes Saarbrücken im Saarland.
| Bild           | Nummer      | Bezeichnung des Gebietes | Fläche in Hektar | WDPA-ID | Koordinaten | Gemeinde(n)/Landkreis       | Datum der Verordnung | Fundstelle |
| -------------- | ----------- | --- | ---------------- | ------- | ----------- | --------------------------- | -------------------- | ---------- |
| weitere Bilder | L 5.01.01   | Koellertaler Wald mit Bietschieder- und Roedelbachtal (Teilbereich Heusweiler)                                              | 134              | 390131  | Position    | Regionalverband Saarbrücken | 9. Juni 1976         | Verordnung |
|                | L 5.01.02   | Kallenborn | 22               | 390119  | Position    | Regionalverband Saarbrücken | 10. Juni 1987        | Verordnung |
|                | L 5.01.03   | Wengenwald mit Schaeferbachtal und Hirteler Tal                                                                             | 91               | 390423  | Position    | Regionalverband Saarbrücken | 10. Juni 1987        | Verordnung |
|                | L 5.01.04   | Quellgebiet des Koellerbaches zwischen Grosswald und Kirschhofer Tal                                                        | 272              | 390344  | Position    | Regionalverband Saarbrücken | 10. Juni 1987        | Verordnung |
|                | L 5.01.05   | Stangenwald und Brückhumes                                                                                                  | 60               | 390377  | Position    | Regionalverband Saarbrücken | 10. Juni 1987        | Verordnung |
|                | L 5.01.06   | Teufelsberg und oberes Tümpelbachtal                                                                                        | 49               | 390388  | Position    | Regionalverband Saarbrücken | 10. Juni 1987        | Verordnung |
|                | L 5.01.07   | Ziegelberg-Bauernkuppe-Schmittenberg-Krembachtal                                                                            | 202              | 390429  | Position    | Regionalverband Saarbrücken | 10. Juni 1987        | Verordnung |
|                | L 5.01.08   | Berschweiler Tal mit Kreuzwaeldchen und Holzer Wiese                                                                        | 171              | 390012  | Position    | Regionalverband Saarbrücken | 10. Juni 1987        | Verordnung |
|                | L 5.01.09   | Langgarten bei Wahlschied                                                                                                   | 26               | 390141  | Position    | Regionalverband Saarbrücken | 10. Juni 1987        | Verordnung |
|                | L 5.01.10   | Koellertaler Wald mit Bietschieder- und Roedelbachtal sowie Frohnwald                                                       | 71               | 390132  | Position    | Regionalverband Saarbrücken | 10. Juni 1987        | Verordnung |
| weitere Bilder | L 5.02.01   | Püttlinger Wald | 361              | 390341  | Position    | Regionalverband Saarbrücken | 9. Juni 1976         | Verordnung |
|                | L 5.02.01.1 | Püttlinger Wald-Erweiterungsflaeche: Kloster Heilig Kreuz und Kreuzkapelle                                                  | 12               | 390342  | Position    | Regionalverband Saarbrücken | 24. September 1993   | Verordnung |
|                | L 5.02.01.2 | Püttlinger Wald-Erweiterungsflaeche: Hundsberg mit Marienkapelle                                                            | 2                | 390343  | Position    | Regionalverband Saarbrücken | 24. September 1993   | Verordnung |
|                | L 5.02.10   | Galgenberg-Kappelheck | 12               | 390060  | Position    | Regionalverband Saarbrücken | 24. September 1993   | Verordnung |
|                | L 5.02.11   | Kreuzberg | 2                | 390137  | Position    | Regionalverband Saarbrücken | 24. September 1993   | Verordnung |
|                | L 5.02.12   | Meisterswies/Geisberg | 6                | 390212  | Position    | Regionalverband Saarbrücken | 24. September 1993   | Verordnung |
|                | L 5.02.13   | Erbachtal, Axknoepfchen und Kalkloecher                                                                                     | 33               | 390051  | Position    | Regionalverband Saarbrücken | 24. September 1993   | Verordnung |
|                | L 5.02.14   | Schneckenhumes, Schlehbachtal                                                                                               | 11               | 390367  | Position    | Regionalverband Saarbrücken | 24. September 1993   | Verordnung |
|                | L 5.02.3    | Emesheck beim Schmittenberg                                                                                                 | 2                | 390049  | Position    | Regionalverband Saarbrücken | 24. September 1993   | Verordnung |
|                | L 5.02.4    | Regenbogen, Brenkelfeld, Hermesbach bei Rittenhofen                                                                         | 37               | 390348  | Position    | Regionalverband Saarbrücken | 24. September 1993   | Verordnung |
|                | L 5.02.5    | Katzenellenbogen, Almeshofen und Mühlenberg                                                                                 | 25               | 390122  | Position    | Regionalverband Saarbrücken | 24. September 1993   | Verordnung |
|                | L 5.02.6    | Doerschbachtal - Reinbacher Furt (Teilbereich Püttlingen)                                                                   | 7                | 390037  | Position    | Regionalverband Saarbrücken | 24. September 1993   | Verordnung |
|                | L 5.02.7    | Ettgentaler Wald - Wimbach                                                                                                  | 8                | 390052  | Position    | Regionalverband Saarbrücken | 24. September 1993   | Verordnung |
|                | L 5.02.8    | Kehlbach Hommes | 23               | 390123  | Position    | Regionalverband Saarbrücken | 24. September 1993   | Verordnung |
|                | L 5.02.9    | Sellerbacher Humes | 18               | 390370  | Position    | Regionalverband Saarbrücken | 24. September 1993   | Verordnung |
| weitere Bilder | L 5.03.01   | Koellertaler Wald, Bietschieder Bachtal (Teilbereich Riegelsberg)                                                           | 523              | 390130  | Position    | Regionalverband Saarbrücken | 9. Juni 1976         | Verordnung |
|                | L 5.03.01.1 | Koellertaler Wald - Erweiterungsflaeche: Hilschbach und Roedelbachtal                                                       | 4                | 390133  | Position    | Regionalverband Saarbrücken | 12. November 1991    | Verordnung |
|                | L 5.03.01.2 | Koellertaler Wald - Erweiterungsflaeche: Oberer Hilschbach                                                                  | 19               | 390135  | Position    | Regionalverband Saarbrücken | 12. November 1991    | Verordnung |
|                | L 5.03.01.3 | Koellertaler Wald - Erweiterungsflaeche: Lampennest                                                                         | 3                | 390134  | Position    | Regionalverband Saarbrücken | 12. November 1991    | Verordnung |
|                | L 5.03.2    | Heesbach | 28               | 390091  | Position    | Regionalverband Saarbrücken | 12. November 1991    | Verordnung |
|                | L 5.03.3.1  | Doerschbachtal | 5                | 390035  | Position    | Regionalverband Saarbrücken | 12. November 1991    | Verordnung |
|                | L 5.03.3.2  | Doerschbachtal-Reinbacher Furt                                                                                              | 12               | 390036  | Position    | Regionalverband Saarbrücken | 12. November 1991    | Verordnung |
|                | L 5.04.01   | Koellertaler Wald (Teilbereich Quierschied)                                                                                 | 733              | 390129  | Position    | Regionalverband Saarbrücken | 9. Juni 1976         | Verordnung |
|                | L 5.04.02   | Quierschieder Kopf (Waldungen zwischen Bildstock und Quierschied)                                                           | 3                | 390345  | Position    | Regionalverband Saarbrücken | 9. Juni 1976         | Verordnung |
|                | L 5.05.01   | Quierschieder Kopf (Waldungen zwischen Bildstock und Quierschied, hier:Teilbereich Friedrichsthal)                          | 39               | 390346  | Position    | Regionalverband Saarbrücken | 9. Juni 1976         | Verordnung |
|                | L 5.05.2    | Saufangweiher | 18               | 390357  | Position    | Regionalverband Saarbrücken | 10. Juli 1990        | Verordnung |
|                | L 5.05.3    | Hoferkopf mit Villinger Park                                                                                                | 28               | 390098  | Position    | Regionalverband Saarbrücken | 10. Juli 1990        | Verordnung |
|                | L 5.05.4    | Weiheranlagen Trenkelbachtal (Teilbereich Friedrichsthal)                                                                   | 3                | 390420  | Position    | Regionalverband Saarbrücken | 10. Juli 1990        | Verordnung |
|                | L 5.05.5    | Am Grühlingswaeldchen | 3                | 390003  | Position    | Regionalverband Saarbrücken | 10. Juli 1990        | Verordnung |
|                | L 5.05.6    | Hesswiese-Neuwies | 19               | 390096  | Position    | Regionalverband Saarbrücken | 10. Juli 1990        | Verordnung |
|                | L 5.06.01   | Waldgebiet zwischen Schnappach und Elversberg mit Ruhbachtal                                                                | 164              | 390413  | Position    | Regionalverband Saarbrücken | 9. Juni 1976         | Verordnung |
|                | L 5.06.02   | Waldgebiet Schnappach [Feld-. Wald- und Wiesenteil Schnappach]                                                              | 127              | 390412  | Position    | Regionalverband Saarbrücken | 9. Juni 1976         | Verordnung |
|                | L 5.06.02.1 | Waldgebiet Schnappach-Erweiterungsflaeche: Bergehalde Schnappach (Untere Anlage)                                            | 10               | 390414  | Position    | Regionalverband Saarbrücken | 26. September 1988   | Verordnung |
|                | L 5.06.03   | Waldgebiet Rückersloch | 73               | 390410  | Position    | Regionalverband Saarbrücken | 9. Juni 1976         | Verordnung |
|                | L 5.06.03.1 | Waldgebiet Rückersloch-Erweiterungsflaeche: Adelsrodt                                                                       | 8                | 390411  | Position    | Regionalverband Saarbrücken | 26. September 1988   | Verordnung |
|                | L 5.06.04   | Weiheranlagen Trenkelbachtal                                                                                                | 5                | 390419  | Position    | Regionalverband Saarbrücken | 26. September 1988   | Verordnung |
|                | L 5.06.05   | Waeldchen bei Altenwald | 6                | 390394  | Position    | Regionalverband Saarbrücken | 26. September 1988   | Verordnung |
| weitere Bilder | L 5.07.01   | Stadtwald Voelklingen (Koellertal zwischen Voelklingen und Püttlingen)                                                      | 173              | 390376  | Position    | Regionalverband Saarbrücken | 9. Juni 1976         | Verordnung |
|                | L 5.07.02   | Gebiet Weiherwiese | 7                | 390064  | Position    | Regionalverband Saarbrücken | 9. Juni 1976         | Verordnung |
|                | L 5.07.03   | Gebiet Schlossstrasse-Hammerstrasse                                                                                         | 1                | 390063  | Position    | Regionalverband Saarbrücken | 9. Juni 1976         | Verordnung |
|                | L 5.07.04   | Gebiet Hanhenkopf-Rehbruch                                                                                                  | 56               | 390319  | Position    | Regionalverband Saarbrücken | 9. Juni 1976         | Verordnung |
|                | L 5.07.05   | Gebiet Hirzeck | 16               | 390061  | Position    | Regionalverband Saarbrücken | 9. Juni 1976         | Verordnung |
|                | L 5.07.06   | Der Warndt (Teilbereich Ludweiler-Lauterbach)                                                                               | 2877             | 390027  | Position    | Regionalverband Saarbrücken | 9. Juni 1976         | Verordnung |
|                | L 5.07.07   | Hohenberg | 12               | 390099  | Position    | Regionalverband Saarbrücken | 3. Juli 2000         | Verordnung |
|                | L 5.07.08   | Hinter den Waeldern | 6                | 390097  | Position    | Regionalverband Saarbrücken | 3. Juli 2000         | Verordnung |
|                | L 5.07.09   | Mühlenberg, Am Galgenberg                                                                                                   | 11               | 390220  | Position    | Regionalverband Saarbrücken | 3. Juli 2000         | Verordnung |
|                | L 5.07.10   | Am Berg, Beim Hallerkopf, Fürstenhausen                                                                                     | 12               | 390002  | Position    | Regionalverband Saarbrücken | 3. Juli 2000         | Verordnung |
|                | L 5.07.11   | Großer und Kleiner Weiherkopf, Ludweiler                                                                                    | 217              | 390077  | Position    | Regionalverband Saarbrücken | 3. Juli 2000         | Verordnung |
|                | L 5.07.12   | Hergottswies, Rundwies | 4                | 390094  | Position    | Regionalverband Saarbrücken | 3. Juli 2000         | Verordnung |
|                | L 5.07.13   | Schweizerberg, Am tiefen Graben                                                                                             | 66               | 390369  | Position    | Regionalverband Saarbrücken | 3. Juli 2000         | Verordnung |
|                | L 5.07.14   | Fischbachtal in Lauterbach                                                                                                  | 37               | 390055  | Position    | Regionalverband Saarbrücken | 3. Juli 2000         | Verordnung |
| weitere Bilder | L 5.08.01   | Staatsforst Saarbrücken (Koellertaler Wald, St.Johanner Stadtwald, Netzbachtal usw.)                                        | 3244             | 390374  | Position    | Regionalverband Saarbrücken | 3. Juli 2000         | Verordnung |
|                | L 5.08.02   | St. Johanner Stadtwald | 963              | 390373  | Position    | Regionalverband Saarbrücken | 3. Juli 2000         | Verordnung |
|                | L 5.08.03   | Grumbachtal | 270              | 390082  | Position    | Regionalverband Saarbrücken | 3. Juli 2000         | Verordnung |
| weitere Bilder | L 5.08.04   | Wisch- und Wogbachtal | 1046             | 390428  | Position    | Regionalverband Saarbrücken | 3. Juli 2000         | Verordnung |
|                | L 5.08.05   | Gehlenbachtal | 8                | 390066  | Position    | Regionalverband Saarbrücken | 3. Juli 2000         | Verordnung |
|                | L 5.08.06   | Aschbachtal | 16               | 390005  | Position    | Regionalverband Saarbrücken | 3. Juli 2000         | Verordnung |
|                | L 5.08.07   | Alt-Saarbrücker Stadtwald                                                                                                   | 300              | 390000  | Position    | Regionalverband Saarbrücken | 3. Juli 2000         | Verordnung |
| weitere Bilder | L 5.08.09   | Kaninchenberg | 8                | 390120  | Position    | Regionalverband Saarbrücken | 3. Juli 2000         | Verordnung |
| weitere Bilder | L 5.08.10   | Nussberg | 0                | 390324  | Position    | Regionalverband Saarbrücken | 3. Juli 2000         | Verordnung |
| weitere Bilder | L 5.08.11   | Winterberg | 33               | 390427  | Position    | Regionalverband Saarbrücken | 3. Juli 2000         | Verordnung |
| weitere Bilder | L 5.08.12   | Halberg | 60               | 390086  | Position    | Regionalverband Saarbrücken | 3. Juli 2000         | Verordnung |
|                | L 5.08.13   | Talzug des Dienststadterweihers                                                                                             | 28               | 390387  | Position    | Regionalverband Saarbrücken | 3. Juli 2000         | Verordnung |
| weitere Bilder | L 5.08.14   | Drahtzugweiher und das Habsterwiesental                                                                                     | 23               | 390040  | Position    | Regionalverband Saarbrücken | 3. Juli 2000         | Verordnung |
| weitere Bilder | L 5.08.15   | Tabakmühlental - Oberster Weiher -                                                                                          | 3                | 390385  | Position    | Regionalverband Saarbrücken | 3. Juli 2000         | Verordnung |
| weitere Bilder | L 5.08.16   | Stiftswald St. Arnual | 295              | 390379  | Position    | Regionalverband Saarbrücken | 9. Juni 1976         | Verordnung |
|                | L 5.08.17   | Gemeindewald Fechingen - Gebberg                                                                                            | 170              | 390071  | Position    | Regionalverband Saarbrücken | 9. Juni 1976         | Verordnung |
|                | L 5.08.18   | Gemeindewaeldchen Güdingen (Parz. Nr. 93/28 in Flur 14, Gemarkung Güdingen)                                                 | 1                | 390068  | Position    | Regionalverband Saarbrücken | 9. Juni 1976         | Verordnung |
|                | L 5.08.19   | Honigsack - Heckenstück (Teilbereich Gemeindewald Fechingen und Meerwald Bübingen)                                          | 245              | 390101  | Position    | Regionalverband Saarbrücken | 9. Juni 1976         | Verordnung |
|                | L 5.08.20   | Birzberg - Meerwald (Teilbereich Gemeindewald Fechingen und Meerwald Bübingen)                                              | 205              | 390015  | Position    | Regionalverband Saarbrücken | 9. Juni 1976         | Verordnung |
|                | L 5.09.01   | Der Warndt (Teilbereich Grossrosseln, Emmersweiler, Nassweiler, Karlsbrunn, Dorf im Warndt)                                 | 1466             | 390026  | Position    | Regionalverband Saarbrücken | 9. Juni 1976         | Verordnung |
|                | L 5.09.01.1 | Der Warndt - Erweiterungsflaeche: Huttmorio                                                                                 | 2                |         | Position    | Regionalverband Saarbrücken | 24. Juli 1992        | Verordnung |
|                | L 5.09.01.2 | Der Warndt - Erweiterungsflaeche: Ehemalige Sandgrube beim Kaesbruch (Grossrosseln)                                         | 4                | 390028  | Position    | Regionalverband Saarbrücken | 24. Juli 1992        | Verordnung |
|                | L 5.09.01.3 | Der Warndt - Erweiterungsflaeche: Ehemaliger Schiessstand bei der alten Ziegelei (Dorf im Warndt)                           | 2                | 390029  | Position    | Regionalverband Saarbrücken | 24. Juli 1992        | Verordnung |
|                | L 5.09.01.4 | Der Warndt - Erweiterungsflaeche: Ehemaliger Schiessstand bei Grosstal (Dorf im Warndt)                                     | 1                | 390030  | Position    | Regionalverband Saarbrücken | 24. Juli 1992        | Verordnung |
|                | L 5.09.01.5 | Der Warndt - Erweiterungsflaeche: Im Neugelaend (St. Nikolaus)                                                              | 10               | 390031  | Position    | Regionalverband Saarbrücken | 24. Juli 1992        | Verordnung |
|                | L 5.09.2    | Roesselborn, Mühlental in Grossrosseln                                                                                      | 63               | 390351  | Position    | Regionalverband Saarbrücken | 24. Juli 1992        | Verordnung |
|                | L 5.09.3    | Großer und kleiner Meisenberg (Karlsbrunn)                                                                                  | 26               | 390076  | Position    | Regionalverband Saarbrücken | 24. Juli 1992        | Verordnung |
|                | L 5.09.4    | In den Grundkaulen - In den Birkenstückern (St. Nikolaus-Nassweiler)                                                        | 7                | 390114  | Position    | Regionalverband Saarbrücken | 24. Juli 1992        | Verordnung |
|                | L 5.09.5    | Elenzberg, Matzendell, Grossenacker bei Entenpfuhl (Nassweiler)                                                             | 12               | 390048  | Position    | Regionalverband Saarbrücken | 24. Juli 1992        | Verordnung |
|                | L 5.09.6    | Am Roensbrunnen - Oberste Birkern (St. Nikolaus-Nassweiler)                                                                 | 4                | 390004  | Position    | Regionalverband Saarbrücken | 24. Juli 1992        | Verordnung |
|                | L 5.09.7    | Jungholz in der Buchenheck (Nassweiler)                                                                                     | 10               | 390117  | Position    | Regionalverband Saarbrücken | 24. Juli 1992        | Verordnung |
|                | L 5.10.01   | Ransbacher Berg (Gemeindewald Fechingen)                                                                                    | 70               | 390347  | Position    | Regionalverband Saarbrücken | 9. Juni 1976         | Verordnung |
|                | L 5.10.02   | Gemeindewald Kleinblittersdorf                                                                                              | 202              | 390072  | Position    | Regionalverband Saarbrücken | 9. Juni 1976         | Verordnung |
|                | L 5.10.02.1 | Gemeindewald Kleinblittersdorf: Erweiterungsflaeche: Tiefenbachtal                                                          | 7                | 390074  | Position    | Regionalverband Saarbrücken | 22. August 1994      | Verordnung |
|                | L 5.10.02.2 | Gemeindewald Kleinblittersdorf: Erweiterungsflaeche: Rebenhof                                                               | 7                | 390073  | Position    | Regionalverband Saarbrücken | 22. August 1994      | Verordnung |
|                | L 5.10.03   | Vogelschutzgehoelz Auersmacher - Tierschutzgebiet -                                                                         | 28               | 390389  | Position    | Regionalverband Saarbrücken | 9. Juni 1976         | Verordnung |
|                | L 5.10.03.1 | Vogelschutzgehoelz Auersmacher-Erweiterungsflaeche: In der Dell, Ober dem Bruch                                             | 3                | 390390  | Position    | Regionalverband Saarbrücken | 22. August 1994      | Verordnung |
|                | L 5.10.04   | Gemeindewald Auersmacher - Bliesbogen -                                                                                     | 261              | 390070  | Position    | Regionalverband Saarbrücken | 22. August 1994      | Verordnung |
|                | L 5.10.04.1 | Gemeindewald Auersmacher-Erweiterungsflaeche: Bliesaue zwischen Gehlbacher Mühle und ehem. Zollstation Rilchingen-Hanweiler | 2                | 390069  | Position    | Regionalverband Saarbrücken | 22. August 1994      | Verordnung |
|                | L 5.10.05   | Gredlingen | 118              | 390078  | Position    | Regionalverband Saarbrücken | 22. August 1994      | Verordnung |
|                | L 5.10.06   | Auberg (ehemals L5.08.21)                                                                                                   | 37               | 390006  | Position    | Regionalverband Saarbrücken | 22. August 1994      | Verordnung |
|                | L 5.10.07   | Zwischen Hartungshof und Schorrenwald                                                                                       | 206              | 390432  | Position    | Regionalverband Saarbrücken | 22. August 1994      | Verordnung |
|                | L 5.10.08   | Galgenberg, Auf Scheiders, vordere Ahnung                                                                                   | 25               | 390059  | Position    | Regionalverband Saarbrücken | 22. August 1994      | Verordnung |

Anmerkung
1. ↑  Die Koordinaten entsprechen dem Mittelpunkt eines Rechtecks, das die Grenzen des Landschaftsschutzgebietes einrahmt. Aufgrund der Form eines Areals können sie auch außerhalb des eigentlichen Gebietes liegen. Die Tabellenspalte WDPA-ID gibt die genauen Grenzen an.
2. ↑  Das Landschaftsschutzgebiet Deutschmühlenweiher mit Mockental, Ehrental und Glockenwäldchen ist beim Bundesamt für Naturschutz nicht verzeichnet und vermutlich im Talzug des Dienststadterweihers aufgegangen.